# Дейвид Шуимър
Дейвид Лоурънс Шуимър (на английски: David Lawrence Schwimmer) (роден на 2 ноември 1966 г.) е американски актьор и режисьор, носител на награда „Сателит“ и номиниран за „Еми“. Най-известен е с ролята си на Рос Гелър в сериала „Приятели“.

## Личен живот
През 2007 г. Шуимър започва връзка с английската фотографка Зоуи Бъкман. През март 2010 г. той обявява годежа си с нея, а през юни същата година се женят. На 8 май 2011 г. им се ражда дъщеря – Клио Бъкман Шуимър. През април 2017 г. двамата обявяват, че се разделят.

## Избрана филмография
| Година      | Филм                         | Оригинално заглавие                | Роля                 | Режисьор                                |
| ----------- | ---------------------------- | ---------------------------------- | -------------------- | --------------------------------------- |
| 1992        | Да прекосиш моста            | Crossing the Bridge                | Джон Андерсън        | Майк Биндър                             |
| 1994 – 2004 | Приятели                     | Friends                            | Рос Гелър            | Дейвид Крейн, Марта Кауфман – създатели |
| 1994        | Вълк                         | Wolf                               |                      | Майк Никълс                             |
| 2005        | Мадагаскар                   | Madagascar                         | Мелман, жираф (глас) | Ерик Дарнъл, Том Макграт                |
| 2008        | Мадагаскар 2                 | Madagascar: Escape 2 Africa        | Мелман, жираф (глас) | Ерик Дарнъл, Том Макграт                |
| 2012        | Джон Картър: Между два свята | John Carter                        |                      | Андрю Стантън                           |
| 2012        | Мадагаскар 3                 | Madagascar 3: Europe's Most Wanted | Мелман, жираф (глас) | Ерик Дарнел, Том Макграт, Конрад Върнън |